# 奎斯卢克 (阿拉斯加州)
奎斯卢克（英語：Kwethluk），是美国阿拉斯加州的一座城市。该市的人口在2000年为713人，2010年有721人。人口在阿拉斯加州排行第38。